# ميا ماميدي
ماريا يوجينيا ماميدي (ولدت في 24 أكتوبر 1995) عارضة أزياء وملكة جمال برازيلية ، فائزة ملكة جمال البرازيل 2022. لتصبح أول إسبريتو سانتو تفوز بلقب ملكة جمال البرازيل. ستمثل البرازيل في ملكة جمال الكون 2022.

## روابط خارجية
- ميا ماميدي على إنستغرام